# La Jarrie
La Jarrie is een gemeente in het Franse departement Charente-Maritime (regio Nouvelle-Aquitaine). De plaats maakt deel uit van het arrondissement La Rochelle. La Jarrie telde op 1 januari 2022 3.447 inwoners.

## Geografie
De oppervlakte van La Jarrie bedroeg op 1 januari 2022 9,45 vierkante kilometer; de bevolkingsdichtheid was toen 364,8 inwoners per km².
De onderstaande kaart toont de ligging van La Jarrie met de belangrijkste infrastructuur en aangrenzende gemeenten.

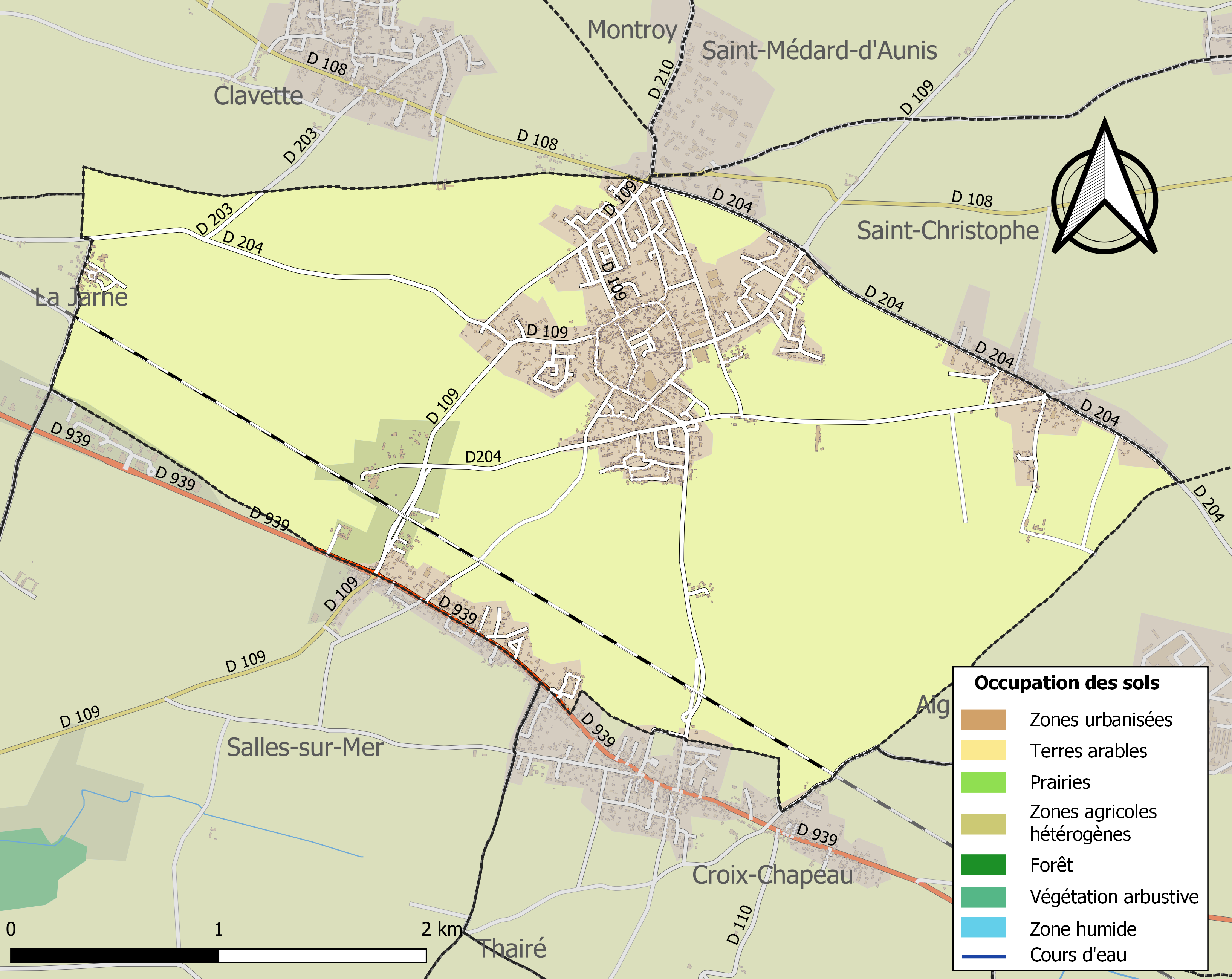

## Verkeer
In de gemeente ligt de spoorweghalte La Jarrie.

## Demografie
Onderstaande figuur toont het verloop van het inwonertal (bron: INSEE-tellingen).